# Beaucaire (Gers)
Beaucaire – miejscowość i gmina we Francji, w regionie Oksytania, w departamencie Gers.
Według danych na rok 1990 gminę zamieszkiwało 305 osób, a gęstość zaludnienia wynosiła 19 osób/km² (wśród 3020 gmin regionu Midi-Pireneje Beaucaire plasuje się na 762. miejscu pod względem liczby ludności, natomiast pod względem powierzchni na miejscu 720.).